# Lípa krále Matyáše
Lípa krále Matyáše (též Bojnická lipa) je lípa velkolistá (Tilia platyphyllos), která roste v parku Bojnického zámku v Bojnicích v Trenčínském kraji na Slovensku. Její stáří je odhadováno na více než 700 let. Obvod kmene je 11 metrů, výška stromu 9 metrů a průměr koruny 5 metrů. Jedná se o vzácný památkově i botanicky důležitý strom a je chráněna státem.
Od roku 1962 je vyhlášena za chráněný přírodní výtvor.

## Historická pověst
Podle historické pověsti lípu zasadil Matúš Čák Trenčanský v roce 1301, když zemřel Ondřej III., poslední král z rodu Arpádovců. Během svého pobytu v bojnickém zámku dodržoval pod ním král Matyáš Korvín královské sněmování.